# Calyptrocalyx
Genre
Synonymes
- Linospadix Becc. ex Hook.f.[3]
- Paralinospadix Burret[3]

Calyptrocalyx est un genre de plantes de la famille des Arecaceae (palmiers), natifs de la Papouasie-Nouvelle-Guinée.

## Classification
- Sous-famille des Arecoideae
  - Tribu des Areceae
    - Sous-tribu : Laccospadicinae

Le genre Calyptrocalyx partage sa sous-tribu avec trois autres genres : Howea, Linospadix et Laccospadix.

## Liste d'espèces
Selon World Checklist of Selected Plant Families (WCSP) (9 février 2020) et The Plant List (9 février 2020) :
- Calyptrocalyx albertisianus Becc. (1905)
- Calyptrocalyx amoenus Dowe & M.D.Ferrero (2001)
- Calyptrocalyx arfakianus (Becc.) Dowe & M.D.Ferrero (2001)
- Calyptrocalyx awa Dowe & M.D.Ferrero (2001)
- Calyptrocalyx caudiculatus (Becc.) Dowe & M.D.Ferrero (2001)
- Calyptrocalyx doxanthus Dowe & M.D.Ferrero (1999)
- Calyptrocalyx elegans Becc. (1889)
- Calyptrocalyx flabellatus (Becc.) Dowe & M.D.Ferrero (2001)
- Calyptrocalyx forbesii (Ridl.) Dowe & M.D.Ferrero (1999)
- Calyptrocalyx geonomiformis (Becc.) Dowe & M.D.Ferrero (2001)
- Calyptrocalyx hollrungii (Becc.) Dowe & M.D.Ferrero (2001)
- Calyptrocalyx julianettii (Becc.) Dowe & M.D.Ferrero (2001)
- Calyptrocalyx lauterbachianus Warb. ex Becc. (1913)
- Calyptrocalyx laxiflorus Becc. (1905)
- Calyptrocalyx lepidotus (Burret) Dowe & M.D.Ferrero (2001)
- Calyptrocalyx leptostachys Becc. (1905)
- Calyptrocalyx merrillianus (Burret) Dowe & M.D.Ferrero (2001)
- Calyptrocalyx micholitzii (Ridl.) Dowe & M.D.Ferrero (2001)
- Calyptrocalyx multifidus (Becc.) Dowe & M.D.Ferrero (2001)
- Calyptrocalyx pachystachys Becc. (1905)
- Calyptrocalyx pauciflorus Becc. (1923)
- Calyptrocalyx polyphyllus Becc. (1923)
- Calyptrocalyx pusillus (Becc.) Dowe & M.D.Ferrero (2001)
- Calyptrocalyx sessiliflorus Dowe & M.D.Ferrero (1999)
- Calyptrocalyx spicatus (Lam.) Blume (1843)
- Calyptrocalyx yamutumene Dowe & M.D.Ferrero (2001)

Selon Tropicos (9 février 2020) (Attention liste brute contenant possiblement des synonymes) :
- Calyptrocalyx albertisianus Becc.
- Calyptrocalyx amoenus Dowe & M.D.Ferrero
- Calyptrocalyx angustifrons Becc.
- Calyptrocalyx archboldianus Burret
- Calyptrocalyx arfakianus (Becc.) Dowe & M.D.Ferrero
- Calyptrocalyx australasicus (H. Wendl. & Drude) Hook. f.
- Calyptrocalyx awa Dowe & M.D.Ferrero
- Calyptrocalyx bifurcatus Becc.
- Calyptrocalyx caudiculatus (Becc.) Dowe & M.D.Ferrero
- Calyptrocalyx clemensiae Burret
- Calyptrocalyx doxanthus Dowe & M.D.Ferrero
- Calyptrocalyx elegans Becc.
- Calyptrocalyx flabellatus (Becc.) Dowe & M.D.Ferrero
- Calyptrocalyx forbesii (Ridl.) Dowe & M.D.Ferrero
- Calyptrocalyx geonomiformis (Becc.) Dowe & M.D.Ferrero
- Calyptrocalyx hollrungii (Becc.) Dowe & M.D.Ferrero
- Calyptrocalyx julianettii (Becc.) Dowe & M.D.Ferrero
- Calyptrocalyx laccospadix F.M. Bailey
- Calyptrocalyx lauterbachianus Warb. ex Becc.
- Calyptrocalyx laxiflorus Becc.
- Calyptrocalyx lepidotus (Burret) Dowe & M.D.Ferrero
- Calyptrocalyx leptostachys Becc.
- Calyptrocalyx merrillianus (Burret) Dowe & M.D.Ferrero
- Calyptrocalyx micholitzii (Ridl.) Dowe & M.D.Ferrero
- Calyptrocalyx moszkowskianus Becc.
- Calyptrocalyx multifidus (Becc.) Dowe & M.D.Ferrero
- Calyptrocalyx pachystachys Becc.
- Calyptrocalyx pauciflorus Becc.
- Calyptrocalyx polyphyllus Becc.
- Calyptrocalyx pusillus (Becc.) Dowe & M.D.Ferrero
- Calyptrocalyx schlechterianus Becc.
- Calyptrocalyx schultzianus Becc.
- Calyptrocalyx sessiliflorus (Burret) Dowe & M.D.Ferrero
- Calyptrocalyx spicatus (Lam.) Blume
- Calyptrocalyx stenophyllus Becc.
- Calyptrocalyx yamutumene Dowe & M.D.Ferrero